# HDD Jesenice
HDD Sij Acroni Jesenice je slovenski profesionalni hokejski klub iz Jesenic, ki je bil ustanovljen leta 2014. Nasledil je začasno ekipo Team Jesenice, ki je bila leta 2013 ustanovljena s pomočjo Hokejske zveze Slovenije po propadu kluba HK Acroni Jesenice leta 2012. Prvi trener kluba je postal Dejan Varl. Pri projektu ustanovitve kluba Team Jesenice je sodeloval tudi Tomaž Razingar, ki je bil prvi kapetan novega moštva. Klub se je prvič predstavil javnosti na pripravljalnem turnirju Poletna liga Rudi Hiti. Ekipa nastopa v slovenski in alpski ligi, trikrat je osvojila naslov slovenskega državnega prvaka.

## Lovorike
- Slovenska liga
  - Naslov prvaka: 3 (2014/15, 2016/17, 2017/18)
  - Naslov podprvaka: 3 (2013/14, 2015/16, 2018/19)

## Znameniti hokejisti
Glej tudi Kategorija:Hokejisti HDD Jesenice.
- Sašo Rajsar
- Anže Terlikar

## Trenerji
- Mitja Šivic (2019-danes)
- Marcel Rodman (2018-2019)
- Gaber Glavič (2017-danes)
- Nik Zupančič (2016-2017)
- Dejan Varl (2015—2016)
- Nik Zupančič (2015)
- Roman Pristov (2014—2015)
- Gorazd Rekelj (2013—2014)